# Mastermind (zespół muzyczny)
Mastermind – neoprogresywna grupa rockowa powstała w 1986. Grupa najczęściej wiązana jest ze stylem metal progresywny, choć w tej kategorii należałoby ją umieścić wśród grup o najłagodniejszym brzmieniu. Grupa wyraźnie wzoruje się na muzyce zespołu Emerson, Lake and Palmer, choć przez obecność w składzie gitary elektrycznej uzyskuje gęstszą fakturę. Muzyka grupy, najczęściej instrumentalna, charakteryzuje się interesującymi kompozycjami i brawurą wykonawczą.

## Muzycy
- Jens Johansson - instrumenty klawiszowe
- Phil Antolino - gitara basowa
- Bill Berends - gitara, gitara basowa, instrumenty klawiszowe
- Rich Berends - perkusja
- Lisa Bouchelle - śpiew (sopran na Angels of The Apocalypse)
- Tracy McShane - śpiew (na Broken)

## Dyskografia
- 1990 - Volume One - Studio Album
- 1992 - Volume Two ("Brainstorm") - Studio Album
- 1994 - III - Tragic Symphony - Studio Album
- 1996 - Mastermind IV - Until Eternity - Studio Album
- 1997 - Live in Tokyo - Live
- 1998 - Excelsior! - Studio Album
- 2000 - Angels of the Apocalypse - Studio Album
- 2001 - Prog, Fusion, Metal, Leather And Sweat - Live
- 2005 - Broken (CD SIngle/EP) - Singles/EPs/Fan Club/Promo